# Orden de San Esteban de Hungría
La Real Orden de San Esteban de Hungría (en latín: Cruciferi Sancti Stephani Regis) fue una orden de caballería hospitalaria fundada en el siglo XII en honor al rey San Esteban I de Hungría.

## Antecedentes

### Inicios de la orden
Ante la presión expansiva del mundo musulmán sobre las fronteras cristianas, pronto ocuparon las regiones del Imperio bizantino a finales del siglo VII. Entre estos dominios se hallaba la Tierra Santa, considerada como sagrada por el cristianismo. En la última década del siglo XI surgió entonces un movimiento militar desde Europa conocido como las cruzadas: La primera Cruzada partió en 1095, y originalmente iba a ser comandada por el rey San Ladislao I de Hungría, pero su prematura muerte meses antes de la partida evitó dicha empresa. Posteriormente se organizaron otras cruzadas, en las cuales franceses, ingleses, alemanes, húngaros e italianos participaron fundando órdenes de caballería para proteger los lugares sagrados y a la gente que iba desde Europa en peregrinación a ellos.

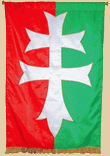
Bandera de la Orden Estefanita (reconstrucción).

En 1135 una dama húngara noble llamada Petronila compró una residencia en Jerusalén, que la acondicionó como un hospital. El tratado de otorgamiento fue firmado, aparte de los religiosos húngaros, por Raymond du Puy, el segundo maestre de la Orden de los Caballeros de San Juan de Jerusalén. Hacia 1150, el rey Geza II de Hungría y sus nobles obtuvieron una residencia en Jerusalén, la cual fue confiada a religiosos para que atendiesen en este hospital a los peregrinos que llegasen a la Tierra Santa. Esta nueva comunidad de Jerusalén obtuvo también una sede en el Reino de Hungría, en la aldea de Szentkirály (literalmente: Rey Santo) junto a la ciudad de Estrigonia. Estos terrenos fueron donados para la construcción del hospital principal de la nueva Orden hospitalaria llamada en honor al rey San Esteban I de Hungría, y cuyos religiosos fueron llamados estefanitas.
La iglesia estefanita de tres naves y el hospital que le pertenecía fueron construidos rápidamente cerca de 1156. Originalmente se consideraba que este fue el primer recinto de los caballeros de San Juan en territorio húngaro. Sin embargo, investigaciones modernas han determinado que se trataba de una orden hospitalaria de caballería totalmente independiente, aunque de dimensiones modestas para esta época. 
En 1171 el cardenal Manfredo visitó la sede principal como embajador papal y colocó a los religiosos estefanitas de las dos residencias bajo la regla de San Agustín. Fue entonces el papa Alejandro III quien reconoció y ordenó a los estefanitas como hospitalarios, y tras la muerte de Geza II, su esposa la reina consorte Eufrosina de Kiev donó cerca de 50 propiedades a la orden hospitalaria estefanita. Tras un turbulento periodo sucesorio, finalmente subió al trono Bela III de Hungría, uno de los hijos del fallecido Geza II. En 1181 Bela III confirmó la orden estefanita, a la cual le otorgó 12 barcos, tierras en la región de Torda, así como propiedades en otras 8 importantes localidades del reino. 
En 1187 el papa Urbano III reconfirmó al magistrado Nicolás y a sus religiosos hospitalarios, que tanto el hospital y sus territorios eran legales y podían continuar operando. En tiempos más recientes se les ha incluido erróneamente entre los caballeros hospitalarios de San Juan, puesto que en el documento se les llama Cruciferi, es decir, cruzados, lo cual solamente se refería a la vestimenta que llevaban. Los estefanitas respondían directamente a la figura del papa, por lo cual pagaban anualmente una uncia de oro.

### La Orden Estefanita luego de las Cruzadas

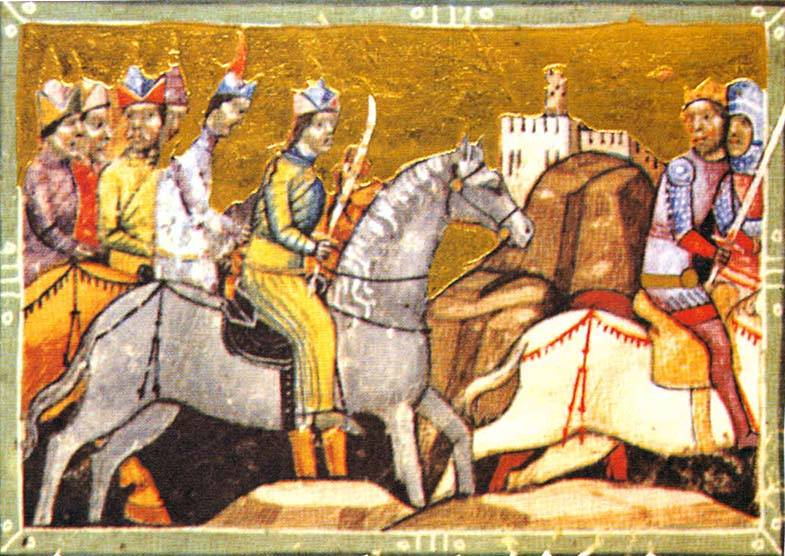
Bela IV de Hungría huyendo de los mongoles tras la batalla de Mohi en 1241.

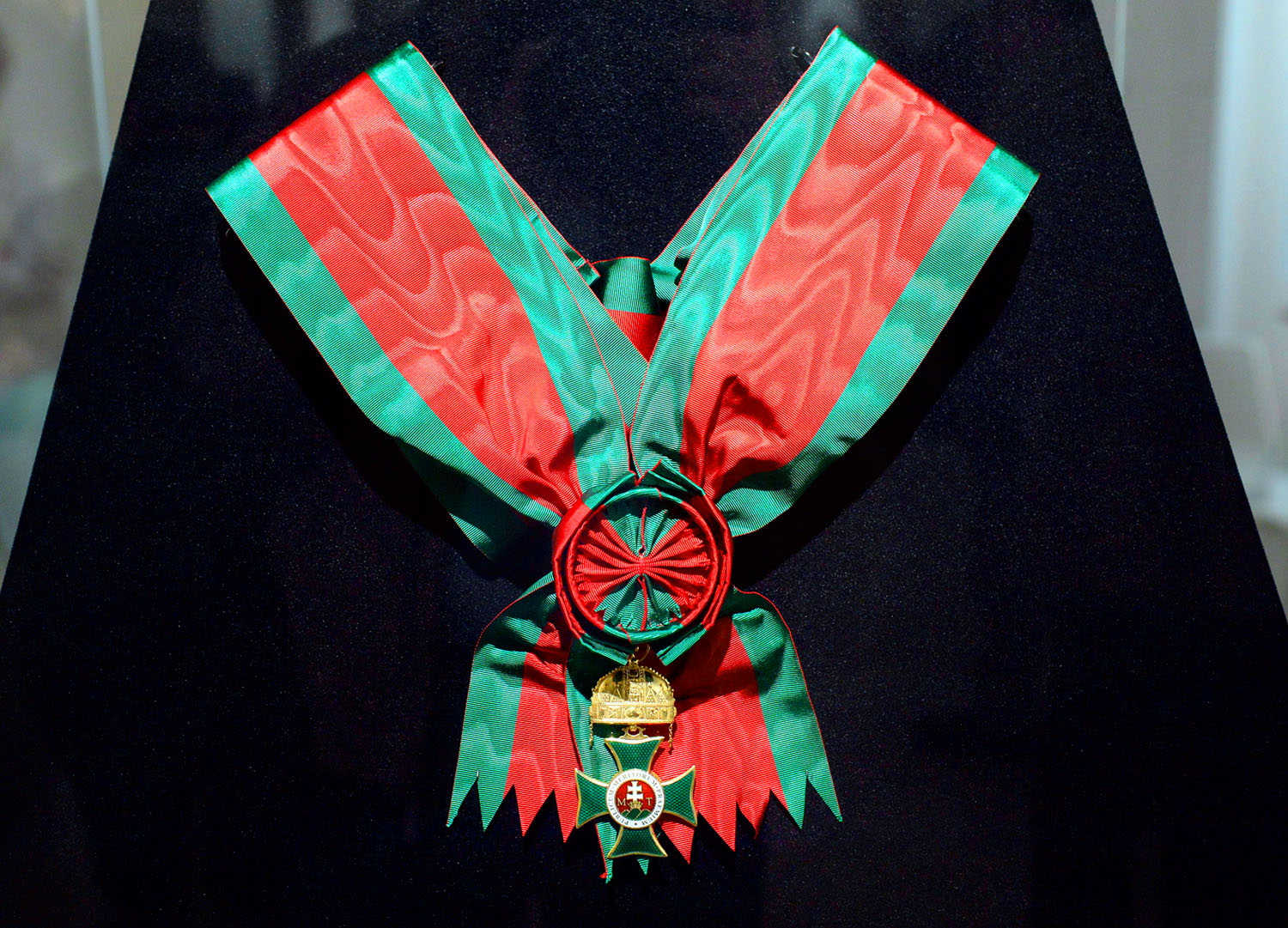
Gran Cruz Orden de San Esteban de Hungría, 2011.

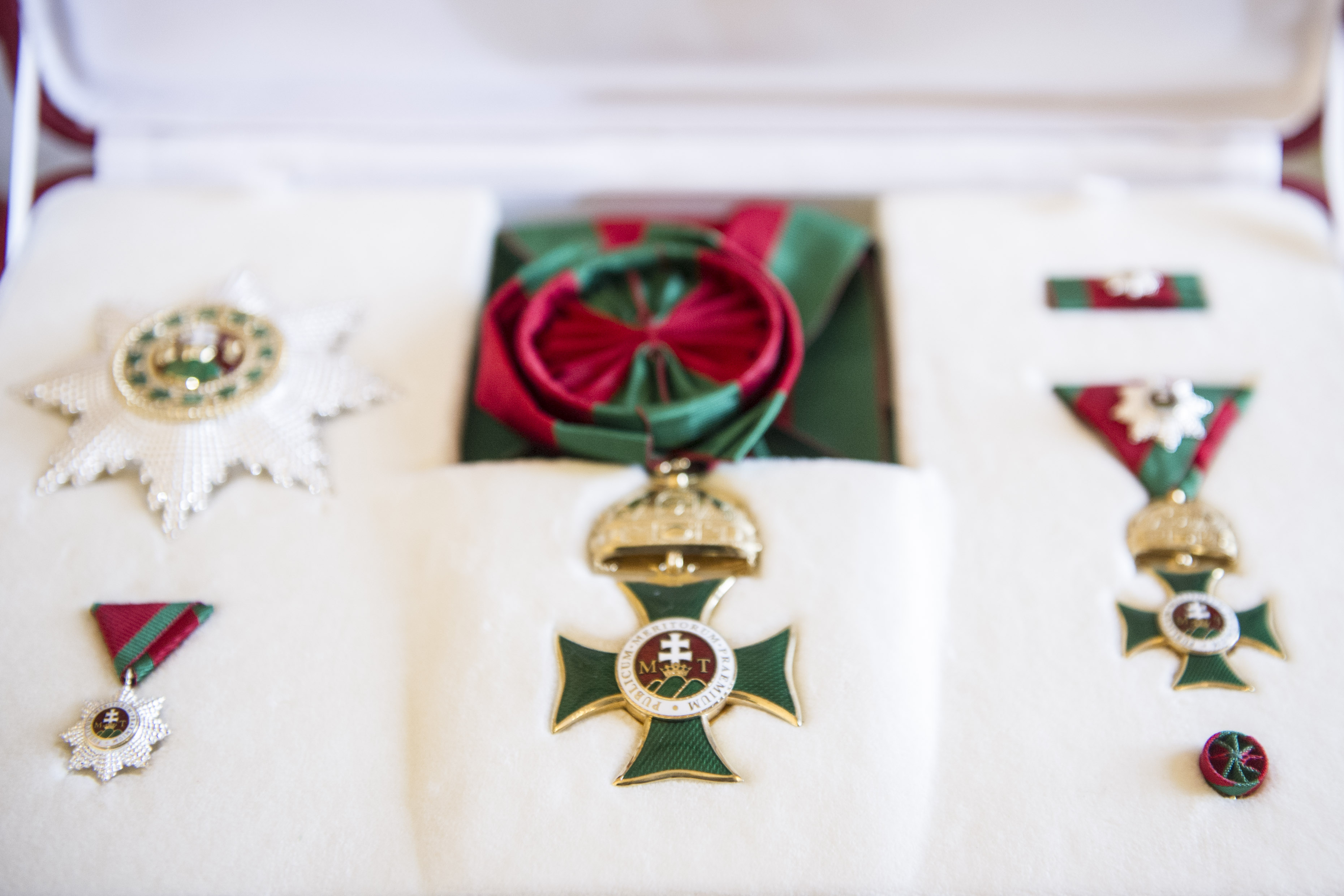
Orden de San Esteban de Hungría de la división de los hombres.

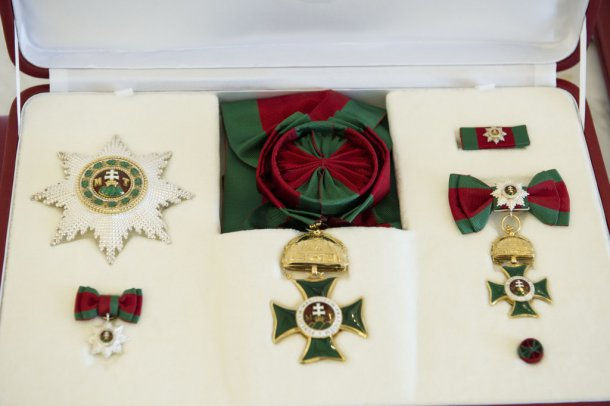
Orden de San Esteban de Hungría de la división de las mujeres.

En 1204 cuando Andrés II de Hungría tomó el poder a la muerte de su hermano, de inmediato hizo encerrar a su cuñada, la reina consorte viuda Constanza de Aragón y Castilla, cuyos tesoros equivalentes a 30.000 marcas fueron enviados al hospital estefanita de Szentkirály. Para 1223 el convento en expansión llevó a cabo operaciones de registros legales, volviéndose un centro importante en esta materia. En 1231 el papa Gregorio IX le confió al arzobispo Lucas la verificación de las condiciones y vida santa del magistrado estefanita.
En 1296 el papa Bonifacio VIII excomulgó a los hospitalarios estefanitas, porque habían ocupado y destruido las iglesias de Abony, Bille, Tét y Zsidód, luego de que el obispo de Veszprém les hubiese exigido injustamente el pago del diezmo. El litigio se extendió hasta 1329. Posteriormente, los estefanitas reconstruyeron la iglesia de Szentkirály entre 1372 y 1392, ampliando el convento y el hospital.
A finales del siglo XIII la orden de caballería hospitalaria estefanita tenía residencias en 30 lugares diferentes, cuyas funciones como lugares de registro legal seguían siendo preponderantes al igual que las sedes de los caballeros Templarios (por ello no es de sorprender que cuando fue expedida la Bula de Oro de 1222, la sede principal de los estefanitas fue escogida para guardar una de las copias del documento). Igualmente los caballeros estefanitas lucharon extraordinariamente contra la invasión de los mongoles a Hungría en 1241, aunque la mayoría de los que estuvieron presentes en la batalla de Mohi perecieron. A inicios de 1242 los mongoles abandonaron el reino para volver a sus tierras y comenzó el proceso de reconstrucción de las ciudades y aldeas totalmente destruidas por los invasores. En 1247 los estefanitas recibieron del rey Bela IV de Hungría los territorios de Szöreny y una parte de los territorios bajo control de las tribus paganas cumanas. El monarca esperaba que los estefanitas colaboraran en la construcción del sistema defensivo de castillos para repeler un posible futuro ataque mongol, pero los caballeros no lo hicieron. Hasta ahora no se sabe las razones por las cuales no contribuyeron en la labor de reconstrucción del reino como lo ordenó el rey.
Tras la desaparición de la Casa de Árpad en 1301, una serie de pretendientes aparecieron reclamando el trono húngaro. El que consiguió prevalecer fue Carlos I Roberto de Hungría, al cual apoyaban los caballeros estefanitas. Pero para asegurar el poder real, Carlos Roberto tuvo que enfrentar a numerosos oligarcas húngaros, nobles que habían adquirido tal cantidad de poder y propiedades que ponían en peligro la autoridad del rey. En 1312 se libró la batalla de Rozgony, donde las tropas de Carlos Roberto asistidas por los estefanitas consiguieron derrotar a la liga del noble Mateo Csák y los hijos del fallecido Amadeo Aba.

### Decadencia de la Orden
En 1382, después de la muerte del rey Luis I de Hungría, hijo de Carlos Roberto, puesto que no tuvo herederos varones nombró como su sucesor al hijo de uno de sus mejores aliados, el pequeño de 13 años Segismundo de Luxemburgo. Sin embargo, la toma de poder de Segismundo fue caótica y precedida por una serie de conflictos políticos y militares encabezados por la viuda de Luis I, Isabel Łokietek, quien no quería que su hija María I de Hungría se casase con el heredero escogido por el rey. Madre e hija generaron la aparición de dos partidos políticos enfrentados, hasta que el matrimonio fue consumado. María reinó por un breve periodo, aunque los ejércitos estaban principalmente en manos de Segismundo. Al tiempo murieron ambas, madre e hija, y el nuevo rey obtuvo el control total de Hungría. Segismundo no simpatizaba con los estefanitas, pero toleró y permitió su existencia. El rey pidió la confirmación de la orden y que el canónigo de Estrigonia, Matías Martini, fuese el magistrado estefanita de las sedes unidas de Szentistván, Szent Lázár y Szentháromság. Su sucesor fue Jacobi Nicolaus, un sacerdote de Eger. El papa Eugenio IV reformó en 1445 a petición del magistrado de las tres residencias unidas, cambiándolo a un cuerpo colegiado.
En 1526 se produjo la batalla de Mohács en la cual los húngaros fueron derrotados por los turcos. Los restos de la orden estefanita participaron en dicho enfrentamiento en el que murió el rey Luis II de Hungría, pero la mayoría perecieron. Tras esta batalla los ejércitos otomanos cubrieron todo el reino incendiando y asesinando a civiles y religiosos por igual. Destruyeron varias iglesias de la orden húngara de los paulinos y asesinaron a muchos religiosos estefanitas. Después de esta época se pierden totalmente los registros sobre la orden estefanita, que se supone no sobrevivió los primeros años de la ocupación turca.

## Historia

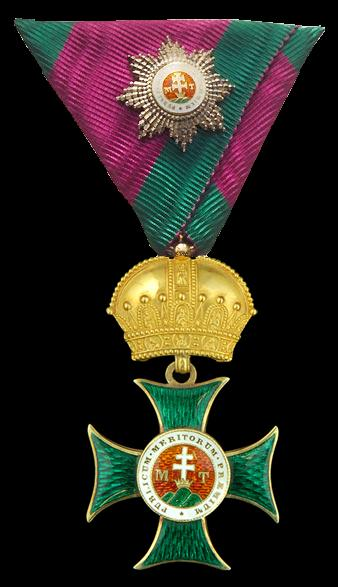
Medalla de condecoración de la Orden Real de San Esteban fundada por la reina María Teresa.

En el siglo XVIII la reina María Teresa I de Austria, también reina de Hungría, sentía una especial simpatía por los húngaros, puesto que éstos la habían ayudado a acceder al trono. En forma de gratitud se rodeó de húngaros y en 1764 fundó una Orden de Caballería, conocida como la Orden Real de San Esteban denominada en latín: Insignis Ordo Sancti Stephani (Regis Hungariae Apostolici). Esta Orden continuó su historia hasta 1938, cuando el regente húngaro Nicolás Horthy asumió la conducción del país y esta institución. La llegada del régimen comunista soviético después de la Segunda Guerra Mundial supuso el fin de la Orden de la reina María Teresa.
En 2011 la Orden de San Esteban de Hungría fue recreada como una condecoración estatal oficial. El Gran Maestre de la Orden es el Presidente de Hungría.

## Símbolos
- Trajes ceremoniales

|                                                             |                       |
| Trajes ceremoniales de Pequeña Cruz, Comendador y Gran Cruz | Toga del Gran maestre |

Barras
Gran Cruz
Comendador
Caballero

Collar
Collar de la Orden